# Nezadostno število
Nèzadôstno števílo (pomanjkljívo števílo, révno števílo ali deficiéntno števílo) je v matematiki pozitivno celo število n, za katerega je vsota pozitivnih pravih deliteljev enaka:
{\displaystyle \sigma ^{\star }(n)<n\!\,,}
oziroma vsota deliteljev:
{\displaystyle \sigma (n)<2n\!\,.}
Vrednost 2n − σ(n) se imenuje nezadostnost števila n.
Nezadostna števila je prvi vpeljal okoli leta 100 Nikomah v delu Uvod v aritmetiko (Introductio Arithmetica). Prva nezadostna števila so (OEIS A005100): 
1, 2, 3, 4, 5, 7, 8, 9, 10, 11, 13, 14, 15, 16, 17, 19, 21, 22, 23, 25, 26, 27, 29, 31, 32, 33, 34, 35, 37, 38, 39, 41, ... .
Obstaja neskončno mnogo sodih in tudi lihih nezadostnih števil. Na primer vsa praštevila, vse praštevilske potence in vsi pravi delitelji nezadostnih ali popolnih števil so nezadostna števila.
Nezadostno število z nezadostnostjo enako 1 je skoraj popolno število. Vsa skoraj popolna števila (oblike 2k) so seveda tudi nezadostna števila.